# Eupithecia dodata
Eupithecia dodata är en fjärilsart som beskrevs av Taylor 1906. Eupithecia dodata ingår i släktet Eupithecia och familjen mätare. Inga underarter finns listade i Catalogue of Life.